# Pedostrangalia imberbis
Pedostrangalia imberbis är en skalbaggsart som först beskrevs av Édouard Ménétries 1832.  Pedostrangalia imberbis ingår i släktet Pedostrangalia och familjen långhorningar.
Artens utbredningsområde är:
- Afghanistan.
- Iran.
- Kazakstan.
- Turkmenistan.

Inga underarter finns listade i Catalogue of Life.